# Arcos de las Salinas
Arcos de las Salinas è un comune spagnolo di 139 abitanti situato nella comunità autonoma dell'Aragona.